# Michel Subor
Michel Subor, nato Michel Subotzki (Parigi, 2 febbraio 1935 – Tolosa, 17 gennaio 2022), è stato un attore francese.

## Biografia
Dopo aver recitato accanto a Brigitte Bardot in A briglia sciolta (1961) di Roger Vadim, Michel Subor fu protagonista di Le Petit Soldat (1963) di Jean-Luc Godard e voce narrante in Jules e Jim (1962), diretto da François Truffaut. Sotto la regia di Alfred Hitchcock, Subor interpretò il ruolo del marito di Claude Jade, la figlia di una spia, in Topaz (1969). 
Dopo un periodo di trent'anni di apparizioni molto sporadiche sul grande schermo, Subor tornò al cinema d'autore alla fine degli anni novanta grazie a Claire Denis, che lo diresse in Beau Travail (1999). La collaborazione con la regista proseguì negli anni successivi con L'Intrus (2004), White Material (2009) e Les Salauds (2013).
È morto il 17 gennaio 2022, a 86 anni, a seguito di un incidente stradale.

## Filmografia
- Frou-Frou, regia di Augusto Genina (1955) – non accreditato
- Una strana domenica (Un drôle de dimanche), regia di Marc Allégret (1958) – non accreditato
- Il dottor Zigano (Mon pote le gitan), regia di François Gir (1959)
- A briglia sciolta (La Bride sur le cou), regia di Roger Vadim (1961)
- L'uomo che inseguiva la morte (Vacances en enfer), regia di Jean Kerchbron (1961)
- Jules e Jim (Jules et Jim), regia di François Truffaut (1962) – narratore
- Le Petit Soldat, regia di Jean-Luc Godard (1963)
- Le ragazze di buona famiglia (Les Saintes-Nitouches), regia di Pierre Montazel (1963)
- Nel bene e nel male (Françoise ou la Vie conjugale), regia di André Cayatte (1964)
- La vita coniugale (Jean-Marc ou la Vie conjugale), regia di André Cayatte (1964)
- Ciao Pussycat (What's New Pussycat), regia di Clive Donner (1965)
- La Dame de pique, regia di Léonard Keigel (1965)
- Il fuoco nella carne (Le Reflux), regia di Paul Gégauff (1965)
- A nous deux, Paris!, regia di Jean-Jacques Vierne (1966)
- Su nombre es Daphne, regia di Germán Lorente (1966)
- Hallucinations sadiques, regia di Jean-Pierre Bastid (1969)
- Topaz, regia di Alfred Hitchcock (1969)
- Il giorno dello sciacallo (The Day of the Jackal), regia di Fred Zinnemann (1973) – non accreditato
- Il caso del dottor Gailland (Docteur Françoise Gailland), regia di Jean-Louis Bertuccelli (1976)
- Un tueur, un flic, ainsi soit-il..., regia di Jean-Louis van Belle (1977)
- L'Imprécateur, regia di Jean-Louis Bertuccelli (1977)
- Les Égouts du paradis, regia di José Giovanni (1979)
- Le Rebelle, regia di Gérard Blain (1980)
- Stress, regia di Jean-Louis Bertuccelli (1984)
- Passage secret, regia di Laurent Perrin (1985)
- Ore 20 scandalo in diretta (Le 4ème pouvoir), regia di Serge Leroy (1985)
- La rivoluzione francese (La Révolution française), regia di Robert Enrico e Richard T. Heffron (1989)
- Beau Travail, regia di Claire Denis (1999)
- Ainsi soit-il, regia di Gérard Blain (2000)
- La Fidélité, regia di Andrzej Żuławski (2000)
- Innocenza selvaggia (Sauvage Innocence), regia di Philippe Garrel (2001)
- L'Intrus, regia di Claire Denis (2004)
- White Material, regia di Claire Denis (2009)
- L'Hiver dernier, regia di John Shank (2011)
- Les Salauds, regia di Claire Denis (2013)

## Doppiatori italiani
Nelle versioni in lingua italiana dei suoi film, Michel Subor è stato doppiato da:
- Giancarlo Prete in Topaz
- Michele Kalamera ne La Fidélité

Da doppiatore è stato sostituito da:
- Nando Gazzolo in Jules e Jim